# Tulltjänsteman

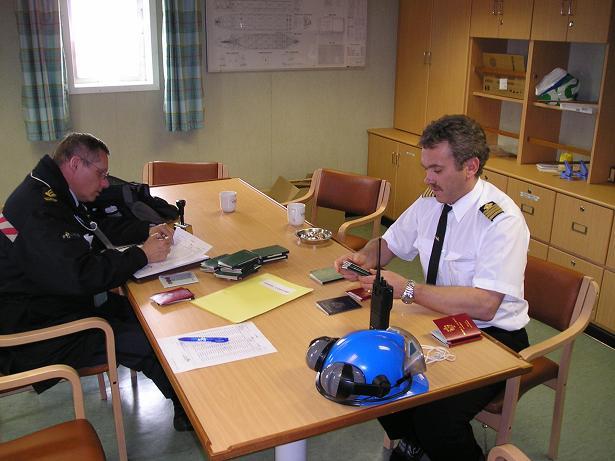
Nederländsk tulltjänsteman (till höger) och gränspolis (till vänster).

En tulltjänsteman är en person som är anställd vid en nations tullmyndighet. 

## Frankrike
Tulltjänstemän i kategori A tjänstgör antingen inom administrativ tjänst, kommersiell tjänst ("effektiv handel") eller arbetar med brottsbekämpning. Tjänstemän i kategori B tjänstgör antingen inom administrativ tjänst/"effektiv handel" eller brottsbekämpning. Tjänstemän i kategori C i brottsbekämpning. Den sistnämnda tjänstgegrenen är uppdelad på gränskontroll (brigade de surveillance extérieure) vid gränsövergångsställen respektive inre kontroll (brigade de surveillance extérieure) vid framförallt det inre vägnätet.
Specialisttjänster finns för informationstekniker (kategori A), piloter (A, B), färdmekaniker (B), tullåklagare (A), tullkriminalare (A, B), kustbevakare (A, B, C), hundförare (B, C),  motorcykelförare (B, C), fartygstekniker (A, B, C), fordonstekniker (A, B, C) och flygtekniker (A, B, C).

### Anställningskrav
För att bli anställd vid det franska tullverket (La Direction générale des douanes et droits indirects ) krävs: 
- För anställning som aspirant i kategori C (agent de constatation des douanes ):[5]
  - Genomgången grundskola eller gymnasium på yrkesprogram (ej högskolebehörighet) eller minst tre års yrkeserfarenhet på nivå som motsvarar tjänsteman kategori C.
  - Franskt medborgarskap eller medborgarskap i en annan medlemsstat inom Europeiska unionen.
  - Ordnande ekonomiska förhållanden och ostraffad samt genomförd mönstringsplikt.
  - Fallenhet för yrket.

- För anställning som aspriant i kategori B (contrôleur des douanes ) krävs:[6]
  - Studentexamen (gymnasium med högskolebehörighet).
  - I övrigt enligt ovan.

- För anställning som aspirant i kategori A (inspecteur des douanes ).[7]
  - Treårig akademisk examen.
  - I övrigt enligt ovan.

### Utbildning
Aspiranter i kategori A genomgår 18 månaders utbildning; 12 månader vid tullhögskolan (École nationale des douanes) i Tourcoing, 6 månader som verksamhetsförlagd utbildning. Aspiranter i kategori B genomgår 12 månaders utbildning; 6 månader vid tullhögskolan (École nationale des douanes) i Rouen för administration/"effektiv handel" eller vid tullskolan (École nationale des brigades des douanes) i La Rochelle för brottsbekämpning och 6 månaders verksamhetsförlagd utbildning. Aspiranter i kategori C genomgår genomgår 12 månaders utbildning; 4 månader vid tullskolan (École nationale des brigades des douanes) i La Rochelle och 8 månaders verksamhetsförlagd utbildning.
Kustbevakare rekryteras internt bland tjänstemän i tjänstegrenen brottsbekämpning. Kategori C kan även direktrekryteras bland civilt utbildade sjömän.  Kustbevakare kategori A vidareutbildas i 4 månader vid tullskolan i La Rochelle och i 7 månader vid den franska marinens militärhögskola i Lanvéoc Poulmic. Kustbevakare kategori B och C vidareutbildas vid tullskolan i La Rochelle och vid sjöfartsgymnasiet i samma stad. Kustbevakare kategori A tjänstgör som befälhavare; kustbevakare kategori B tjänstgör som befälhavare, förste styrman, styrman och däcksman; kustbevakare kategori C som däcksman. Fartygstekniker direktrekryteras bland sökande med tekniska examina och utbildas vid tullskolan i La Rochelle samt genom verksamhetsförlagd utbildning.
Se även: Tullens grader i Frankrike.

## Italien
Den italienska tullmyndighetens -  Agenzia delle Dogane - personal indelas, precis som alla statsanställda, sedan 2007 i tre områden beroende på befattningsnivåer, där den första nivån är den lägsta och den tredje den högsta. Varje område indelas sedan i funktionsnivåer.
| Område | Funktionsnivå | Tjänstetitel     | Krav på civil utbildning       |
| ------ | ------------- | ---------------- | ------------------------------ |
| 1^     | F1-F2         | Agente ausilario | grundskola                     |
| 2^     | F1-F2         | Agente           | grundskola och yrkesutbildning |
| 2^     | F2            | Operatore        | gymnasium och yrkesutbildning  |
| 2^     | F3-F6         | Assistente       | gymnasium och yrkesutbildning  |
| 3^     | F1            | Collaboratore    | akademisk yrkesexamen          |
| 3^     | F2-F3         | Funzionario      | akademisk yrkesexamen          |
| 3^     | F4-F6         | Direttore        | akademisk yrkesexamen          |

Brottsbekämpning handhas av den italienska finanspolisen, Guardia di Finanza.

## Norge
För att bli anställd som tullaspirant vid det norska tullverket (Tollvesenet) krävs:
- Gymnasium med ett främmande språk.
- Högskoleutbildning och ytterligare ett främmande språk är meriterande.
- Körkort för bil är önskvärt.
- Personliga egenskaper.

Tullaspiranterna genomgår en två år lång praktisk och teoretisk utbildning. Avlagd tjänsteexamen och godkända arbetsvitsord medför befordran till tollbetjent efter 9 månader och till tollinspektør 17 månader efter befordran till tullbetjänt.
Se även: Tullens grader i Norge.

## Sverige
Anställd vid Tullverket inom brottsbekämpning eller effektiv handel. Arbetsuppgifterna varierar beroende vilken enhet tulltjänstemannen arbetar på. De som är ute och gör kontroller har uniform och har samma befogenheter som polisen när det gäller brott mot smugglingslagen. De bär skyddsväst, skyddshandskar, handfängsel, expanderbar batong, kommunikationsradio, multiverktyg, ficklampa, OC-spray och ibland pistol till uniform.
För att bli anställd vid Tullverket krävs:
- För anställning vid Tullverkets brottsbekämpning
  - Lägst 3-årigt program på gymnasiet med Svenska B eller Svenska 3, Engelska A eller Engelska 5, Samhällskunskap A eller Samhällskunskap 1b och Matematik A eller Matematik 1a, 1b eller 1c.
  - Svenskt medborgarskap.
  - Körkort för bil.

- För anställning som analytiker, kvalitetssäkrare, tullinformatör, tillståndshandläggare eller tullrevisor inom Tullverkets process "Effektiv Handel"
  - Akademisk examen om minst 120 poäng.
  - Körkort för bil.

Se även: Tullens grader i Sverige.

## Tyskland
För att bli anställd vid det tyska tullverket (Bundeszollverwaltung) krävs: 
- För anställning som tjänsteman i mellankarriären (Zollsekretär):[15]
  - Realexamen eller grundskola och lärlingstutbildning inom ett yrke av betydelse för tulltjänsten (till exempel inom handeln).
  - Tyskt medborgarskap eller medborgarskap i en annan medlemsstat inom Europeiska unionen.
  - Delar författningens frihetliga och demokratiska värdegrund.
  - Ordnande ekonomiska förhållanden och ostraffad.
  - Fallenhet för yrket (prövas genom ett urvalsförfarande).
  - För tjänst (Zollschiffsobersekretär) vid tullverkets kustbevakning (Wasserzoll) krävs även nautisk eller maskinteknisk kompetens.
  - Genomförd tvåårig betald aspirantutbildning.

- För anställning som tjänsteman i den högre karriären (Zollinspektor) krävs:[16]
  - Studentexamen.
  - Tyskt medborgarskap eller medborgarskap i en annan medlemsstat inom Europeiska unionen.
  - Delar författningens frihetliga och demokratiska värdegrund.
  - Ordnande ekonomiska förhållanden och ostraffad.
  - Fallenhet för yrket (prövas genom ett urvalsförfarande).
  - Genomförd betald treårig teoretisk och verksamhetsförlagd utbildning vid förvaltningshögskolan ( Fachhochschule des Bundes für öffentliche Verwaltung) och där avlagd examen som Diplom-Finanzwirt (högskoleekonom i offentlig förvaltning).

- För anställning som tjänsteman i chefskarriären (Regierungsrat) krävs avlagd akademisk examen på avancerad nivå.[17]

- Se även: Tullens grader i Tyskland